# Alékos Fassianós
Alékos Fassianós (en grec moderne : Αλέκος Φασιανός), né le 13 décembre 1935 à Athènes et mort le 16 janvier 2022, est un peintre, lithographe et poète grec. Il est reconnu internationalement pour ses tableaux figuratifs, représentant de manière mythologique le monde contemporain.

## Biographie
Alékos Fassianós étudie à l'École des beaux-arts d'Athènes de 1956 à 1960, avec Yiánnis Móralis, avant de s’installer à Paris de 1960 à 1963, pour y étudier notamment la lithographie à l'École nationale supérieure des beaux-arts.
Il y rencontre artistes et écrivains qui vont marquer l’époque. Louis Aragon commente ses œuvres et Jean-Marie Drot lui consacrera plus tard une monographie intitulée La Volupté mythologique. Fassianos créé des décors de théâtre pour de grandes œuvres classiques et modernes et, simultanément, son petit théâtre d’ombres et de formes issues de sa propre recherche picturale qu’il présentera à la Revue parlée du Centre Georges-Pompidou, en 1983.
Il réalise de nombreux livres de bibliophilie (éd. A. Biren et Fata Morgana) qui sont, aujourd’hui, recherchés par les collectionneurs. Il expose dans les galeries de Paul Facchetti et d’Alexandre Iolas, à Paris, à Athènes bien sûr, et dans toute l’Europe. Puis à Tokyo, New York, Stockholm et Malmö, aux biennales de São Paulo, Venise, à Berlin, puis en Australie (Melbourne, en 2011).
La France et Paris restent sa seconde patrie où il vient régulièrement exposer ses nouvelles œuvres.
Il reçoit en 1985 la distinction de chevalier des Arts et des Lettres (remise par Jack Lang). Il devient en 2009 membre honoraire de l'Académie des beaux-arts de Russie. Il reçoit en 2010 la décoration d'officier des Arts et des Lettres (remise par Frédéric Mitterrand). En 2013, il reçoit la décoration d'officier de la Légion d'honneur (remise par le général Georgelin). En 2020, il est nommé commandeur des Arts et des Lettres.
Alékos Fassianós jouit d’une très grande popularité en Grèce, et certaines de ses œuvres sont exposées dans des lieux publics : deux grandes peintures murales intitulées Le Mythe de mon quartier, sont visibles à Athènes à la station de métro Metaxourgeio. Une sculpture est visible devant l’église orthodoxe Saint-Irène à Athènes. Une fresque verticale géante est visible dans le hall de l’hôtel Electra Metropolis à Athènes.
De 1990 à 1995, Fassianos s'associe avec l'architecte Kyriakos Krokos afin de remodeler un bâtiment du centre-ville d'Athènes des années 70. L'objectif est de transformer cet édifice en un espace d'exposition de ses œuvres et plusieurs espaces d'habitation indépendantes. Le musée Fassianos est ainsi érigé.
En 2013, à l'occasion des 150 ans de la maison Bernardaud, une collaboration avec Alecos Fassianos donne naissance à un coffret d'assiettes haut de gamme en porcelaine.
Le 13 décembre 2007, un tableau intitulé Le Messager est adjugé 550 701 €à la vente d’art grec de la maison de vente Bonhams à Londres.
Dans ses rapports annuels, le site internet Artprice a mentionné à plusieurs reprises Alecos Fassianos dans la section « Top 500 des artistes par produit des ventes aux enchères ». Fassianos est classé 488ème en 2007 et 356ème en 2009.
Début février 2020, un site internet officiel de l'artiste est créé et mis en ligne.

## Collections et expositions

### Collections publiques et privées
Les œuvres de Fassianos figurent dans les collections d'institutions et de fondations privées, telles que : 
En France
- Le Centre national des arts plastiques (CNAP)
- Le Musée d'Art moderne de Paris, Paris
- Le Mobilier National (Gobelins)[8], Paris
- La Fondation Maeght, Saint-Paul-de-Vence[9]
- Le Centre d'art de la Villa Tamaris, La Seyne-sur-Mer
- Le Musée Paul Valéry, Sète
- Le musée de Grenoble, Grenoble

En Grèce et à Chypre
- La Pinacothèque nationale d'Athènes, Athènes
- Le musée Benaki, peintures, Athènes
- Le Musée d'Art cycladique, Athènes
- Le Frissiras Museum[10], Athènes
- Le Musée d'art contemporain Goulandrís, Athènes
- La Fondation Theocharakis[11], Athènes
- Le Collège américain de Grèce (ACG Art), Athènes
- Le Comité Olympique Hellénique[12], Athènes
- Le Musée Fassianos[2], Athènes
- Le Centre européen de Delphes[13], Delphes
- Le Musée de l'olivier et de l'huile grecque, Sparte
- Le Musée d'art contemporain de Thessalonique
- Le musée Averoff[14], Metsovo
- Le Musée d'art contemporain Goulandrís sur l'île d'Andros[15]
- Le Municipality of Rhodes Modern Greek Art Museum, Rhodes
- Le musée Nikos Kazantzakis[16], Crète
- Le I.A.M.Y[17] (Musée d'Hydra, archives de l'histoire), Hydra
- Le NiMAC (Nicosia Municipal Art Center), Nicosie, Chypre
- La pinacothèque Pierides, Nicosie, Chypre

Autres pays
- La Fondation hellénique pour la culture, New York, États-Unis
- La Fondation hellénique pour la culture, Londres, Royaume-Uni
- Le centre de la gravure et de l'image imprimée[18], La Louvière, Belgique
- Le Creator Vesevo, Ercolano, Italie
- L'Osten Museum of Drawing[19], Skopje, Macédoine
- Le Musée de l'histoire et de la religion[20], Saint-Pétersbourg, Russie

### Expositions personnelles

#### Années 1960
- 1960 Galerie A 23, peintures, Athènes, Grèce
- 1961 Galerie Zygos, peintures, Athènes, Grèce
- 1962 Galerie Hilton, peintures et gouaches, Athènes, Grèce
- 1966 Galerie Merlin, peintures, Athènes, Grèce
- 1967 Galerie 3+2, peintures, Paris, France
- 1968 Galerie Grafika Tokyo, peintures, Tokyo, Japon
- 1968 Galerie Hartmann, Munich, Allemagne
- 1968 Galerie Grafika Tokyo, Tokyo, Japon
- 1969 Galerie Paul Facchetti, peintures, Paris, France

#### Années 1970
- 1971 Galerie Paul Facchetti, peintures, Paris, France
- 1971 Galerie Paul Facchetti, peintures, Zurich, Suisse
- 1971 Foire de Bâle, Galerie Paul Facchetti, peintures, Bâle, Suisse
- 1971 Biennale de Sao Paulo, stand grec, Sao Paulo, Brésil
- 1971 Galerie Zoumboulakis, peintures, Athènes, Grèce
- 1972 Galerie Iolas, peintures, Paris, France
- 1972 Biennale de venise, stand grec, Venise, Italie
- 1972 Galerie Iolas, peintures, New York, États-Unis
- 1972 Galerie Iolas / De Rougemont, peintures, Genève, Suisse
- 1972 Galerie Iolas, peintures, Milan, Italie
- 1973 Galerie Paul Facchetti, peintures, Zurich, Suisse
- 1973 Galerie Borjesson, peintures et lithographie, malmö, Suède
- 1973 Galerie La Hune, estampes, Paris, France
- 1974 Galerie Tanit, Munich, Allemagne
- 1974 Galerie Le Point, peintures et estampes, Beyrouth, Liban
- 1974 Galerie Grafika Tokyo, Tokyo, Japon
- 1975 Galerie Iolas, peintures, Paris, France
- 1975 Galerie Iolas/ Barrocci, peintures, Milan, Italie
- 1975 Galerie Zoumboulakis, dessins et estampes, Athènes, Grèce
- 1976 Galerie Kammer, dessins et estampes, Hambourg, Allemagne
- 1977 Galerie Zoumboulakis, peintures, Athènes, Grèce
- 1977 Galerie Origrafica, peintures, Malmö, Suède
- 1977 Galerie Heland, peintures et estampes, Stockholm, Suède
- 1977 Galerie Biren, gravures et lithographies, Paris, France
- 1978 Galerie La Hune, dessins et estampes, Paris, France
- 1978 Galerie Beaubourg, peintures, Paris, France
- 1978 Galerie Grafika Tokyo, peintures, Tokyo, Japon
- 1978 FIAC, peinture, Paris, France
- 1978 Galerie Tanit, peintures et estampes, Munich, Allemagne
- 1978 Galerie Gimpel, peinture, Londres, Grande-Bretagne
- 1979 Galerie Beaubourg, peintures, Paris, France
- 1979 Galerie Origrafica, gouaches, pastels, estampes, Malmö, Suède
- 1979 Galerie Editions du Chapitre et Editions Mémoire vivante , estampes et dessins 1978,tirage 2000 ex.

#### Années 1980
- 1980 Galerie Zoumboulakis, peintures, Athènes, Grèce
- 1980 Galerie Artcurial, estampes, Paris, France
- 1980 Galerie La Hune, dessins et estampes, Paris, France
- 1980 Pinacothèque Pierides, peintures, Glyfada, Athènes, Grèce
- 1980 Galerie Grafika Tokyo, peintures, Tokyo, Japon
- 1981 Galerie Proscenium, décors et costume de théâtre, Paris, France
- 1981 Galerie Ostermain, peinture et estampes, Stockholm, Suède
- 1981 Galerie Origrafica, gouaches et estampes, Malmö, Suède
- 1981 Kunstkabinett Regensburg, Ratisbonne, Allemagne
- 1982 Galerie Kammer, peintures, Hambourg, Allemagne
- 1982 Fiac, Galerie Creuzevault, peintures, Paris, France
- 1982 Fiac, Galerie La Hune, Paris, France
- 1982 Galerie Beaubourg, peintures, Paris, France
- 1982 Galerie Samy Kinge, peintures et gouaches, Paris, France
- 1982 Galerie Cupillard, dessins et gravures, Paris, France
- 1982 Galerie Grafika Tokyo, peintures, Tokyo, Japon
- 1983 Galerie Zoumboulakis, peintures, Athènes, Grèce
- 1983 Galerie Creuzevault, peintures, Paris, France
- 1983 Musée Paul-Valery, rétrospective, Sète, France
- 1984 Centre Georges-Pompidou, Revue parlée, Paris, France
- 1984 Institut français, estampes, Athènes, Grèce
- 1985 FIAC, Galerie Creuzevault, Paris, France
- 1985 Galerie La Hune, Paris, France
- 1985 Château de Chenonceau, rétrospective, Chenonceau, France
- 1985 Galerie Nii, estampes et gravures, Osaka, Japon
- 1986 Galerie Beaubourg, peintures, Paris, France
- 1986 Galerie Zoumboulakis, peintures, Athènes, Grèce
- 1987 Galerie Origrafica, peintures, Malmö, Suède
- 1987 Galerie Grafika Tokyo, peintures et estampes, Tokyo, Japon
- 1987 Galerie Iolas, peintures, New York, États-Unis
- 1988 Galerie Eirmos, peintures, Thessalonique, Grèce
- 1989 Galerie Grafika Tokyo, peintures, dessins et estampes, Tokyo, Japon
- 1989 Galerie Beaubourg, Icônes, Paris, France
- 1989 Galerie Richter-Masset, peintures, Munich, Allemagne

#### Années 1990
- 1991 Galerie Zoumboulakis, fresques, Athènes, Grèce
- 1991 Galerie La Hune - Brenner, estampes et dessins, Paris, France
- 1992 SAGA, Grand Palais, Galerie La Hunne - Brenner, estampes et monotypes, Paris, France
- 1992 Galerie Grafika Tokyo, peintures et estampes, Tokyo, Japon
- 1992 Galerie Zoumboulakis, fresques, Athènes, Grèce
- 1992 Galerie Origrafica, peintures, Malmö, Suède
- 1993 Galerie Beaubourg, L'odyssée de Fassianos, Paris, France
- 1993 Musée macédonien d’art moderne, rétrospective, Thessalonique, Grèce
- 1993 Galerie La Hune - Brenner, estampes et dessins, Paris, France
- 1994 Galerie Origrafica, peintures, Malmö, Suède
- 1995 Galerie La Hune- Brenner, collages et pochoirs, Paris, France
- 1996 Galerie pudelco, peintures, Bonn, Allemagne
- 1996 Kunstkabinett Regensburg, Ratisbonne, Allemagne
- 1996 Jaski Art Gallery, peintures et gravures, Amsterdam, Pays-Bas
- 1997 Musée Paul Valery et Musée Nikos Kazantakis, jumelage, Sète, France
- 1997 Galerie Grafika Tokyo, Tokyo, Japon
- 1998 Centre européen de Delphes, rétrospective, Delphes, Grèce
- 1998 Institut Français, Alecos Fassianos, l'atelier du peintre, Le Pirée, Grèce
- 1998 Galerie Rachlin-Lemarié, Anges et amours[21], peintures, Paris, France
- 1999 Musée Paul Valery, livres et lithographies, Sète, France
- 1999 Foire NIKAF, Galerie Futura, Tokyo, Japon

#### Années 2000
- 2000 Art Miami, Galerie Futura, Miami, États-Unis
- 2000 Galerie La Hune - Brenner, œuvres sur papier, Paris, France
- 2000 Galerie Rachlin-Lemarié, La Mythologie au quotidien, Paris, France
- 2000 Villa Kérylos, La Mythologie au quotidien, Beaulieu-sur-Mer, France
- 2000 Galerie Bixio 2, peintures, Milan, Italie
- 2001 Hellenic Foundation for culture, œuvres sur papier, New York, États-Unis
- 2001 Château de Chenonceau, Le Mythe à bicyclette, peintures, Chenonceau, France
- 2002 Musée d’art cycladique, Les Vainqueurs, Athènes, Grèce
- 2003 Hellenic Foundation for Culture, œuvres sur papier, Londres, Grande-Bretagne
- 2003 Galerie Zannettacci, peintures, Genève, Suisse
- 2003 Galerie La Hune - Brenner, Les Travaux des dieux, Paris, France
- 2003 Galerie Grafika Tokyo[22], Tokyo, Japon
- 2004 Musée Benaki, Travaux, mythes, Eros[23], Athènes, Grèce
- 2004 National Art Gallery, Musée A. Soutzos, Mythologie du quotidien[24], Athènes, Grèce
- 2004 Galerie Grafika Tokyo[22], Tokyo, Japon
- 2005 Tem Sanat Galerisi, Alecos Fassianos[25], Istanbul, Turquie
- 2005 Galerie Zannettacci, peintures, Genève, Suisse
- 2007 Galerie Potnia Thiron, L'éternel Retour[26], Athènes, Grèce
- 2007 Galerie Schneider, peintures, Munich, Allemagne
- 2008 Galerie Di Meo, Eroticon[27], Paris, France
- 2008 Central House of Artists, Moscou, Russie
- 2008 Galerie Potnia Thiron, Tout ce qu'il nous reste[28], Athènes, Grèce
- 2009 Galerie Helenbeck, Mythologie légère[29], Nice, France
- 2009 Galerie Zannettacci, peintures, Genève, Suisse
- 2009 Municipality of Rhodes Modern Greek Art Museum, Fassianos - 45 ans de création[30], Rhodes, Grèce

#### Années 2010
- 2010 Galerie Grafika Tokyo, The Aegean Breeze[22], Tokyo, Japon
- 2010 Galerie Pierre-Alain Challier, La reconquête du bonheur[31], Paris, France
- 2010 Galerie Thierry Salvador, Mémoires[32], peintures, Bruxelles, Belgique
- 2010 Golden Gallery by Kapatays, Fassianos, Limassol, Chypre
- 2011 Opera Gallery, Fassianos[33], Londres, Royaume-Uni
- 2011 Villa Tamaris Centre d'art, Mémoires[34], La Seyne-sur-Mer, France
- 2011 Galerie Herrmann, Fassianos[35], Berlin, Allemagne
- 2011 Pavlos Kountouriotis Mansion, Fassianos: Giorgos Economopoulos Collection[30], Hydra, Grèce
- 2011 Tem Sanat Galerisi, Fassianos[36], Istanbul, Turquie
- 2011 Hellenic Museum, Fassianos, Ancient myth - Modern situations[37], Melbourne, Australie
- 2012 Galerie Di Meo, Fassianos la lumière retrouvée[38], Paris, France
- 2012 Galerie Estades, Fassianos[39], Lyon, France
- 2012 Grosvenor Gallery, Everyday myths[40], Londres, Royaume-Uni
- 2013 Golden Gallery by Kapatays, Fassianos, Limassol, Chypre
- 2014 Galerie Zannettacci, Fassianos[41], Genève, Suisse
- 2014 Galerie Française - Gérard Schneider, Fassianos[30], Munich, Allemagne
- 2014 Espace Paul-et-André-Vera, Fassianos[42], Saint-Germain-en-Laye, France
- 2015 Kapopoulos Fine Arts, Alekos Fassianos[43], Mykonos, Grèce
- 2016 Musée de l'histoire et de la religion, Ancient Greek Myths in everyday life[44], Saint-Pétersbourg, Russie
- 2016 Kapopoulos Fine Arts, Apocalypse[45], Patmos, Grèce
- 2016 Galerie Pierre-Alain Challier, La joie de vivre[46], Paris, France
- 2016 Golden Gallery by Kapatays, Alekos Fassianos, Limassol, Chypre
- 2017 Kapopoulos Fine Arts, Alekos Fassianos[47], Athènes, Grèce
- 2018 Galerie Sophie Scheidecker[48], Paris, France
- 2018 Iris Gallery, Petits formats, Athènes, Grèce
- 2018 I.A.M.Y (Musée d'Hydra, archives de l'histoire), Fassianos en France[49], Hydra, Grèce
- 2019 Galerie Estades, Alecos Fassianos[50], Paris, France

#### Années 2020
- 2022 Fondation de l'Hermitage, Trésors de la fondation des Treilles[51], Lausanne, Suisse
- 2023 Galleria Tommaso Calabro, Fassianos[52], Milan, Italie
- 2024 Zeyrek Çinili Hamam, Alekos Fassianos: Sailing to Byzantium[53], Istanbul, Turquie
- 2025 Galerie Sophie Scheidecker, De la révolte à la lumière[54], Paris, France
- 2025 Galerie Derouillon, Fassianos[55], Paris, France

#### Expositions de groupe
- 1963 Pantechnicon, San Francisco, États-Unis
- 1965 SWEA, Stockholm, Suède
- 1968 Biennale de Menton
- 1982 Palais des Congrès : Europalia avec Caras, Christoforou, Gaïtis et Alkis Pierrakos, Bruxelles, Belgique
- 2000 Kunstkabinett Regensburg, Dessins et sculptures contemporains, Ratisbonne, Allemagne
- 2006 Kunstkabinett Regensburg, Accrochage[56], Ratisbonne, Allemagne
- 2008 Museum of Contemporary Art (MOCA), Material Links - A Dialogue Between Greek And Chinese Artists[57], Shanghai, Chine
- 2009 Opera Gallery, Fassianos - Timur D'Vatz[58], Dubai, Emirats Arabes Unis
- 2011 Galerie Pascal Polar, La figuration des artistes grecs[59], Bruxelles, Belgique
- 2012 Musée du verre et de ses métiers, Daum - Art, luxe et cristal[60], Dordives, France
- 2012 Galerie Thierry Librati, Gudrun Von Leitnner et Alecos Fassianos[61], Paris, France
- 2012 Abbaye-école de Sorèze, Alecos Fassianos et sa muse Gudrun Von Leitner[62], Sorèze, France
- 2012 Opera Gallery, Un siècle de nus[63], Genève, Suisse
- 2013 Villa Tamaris Centre d'art, Rétrospective, La Seyne-sur-Mer, France
- 2014 Galerie Morfi, Group exhibition of Cypriot and Greek artists[64], Limassol, Chypre
- 2015 Galerie David Hicks, Gudrun Von Leitner avec ses amis artistes à Paris, Meret Oppenheim et Alecos Fassianos[65], Paris, France
- 2016 Opera Gallery, Shades of blue[66], Monaco, France
- 2016 Ikastikos Kiklos Sianti Gallery, Small paintings, Athènes, Grèce
- 2016 Manege Central Exhibition Hall, Genii Loci - Greek art from 1930 to the present, Saint-Pétersbourg, Russie
- 2017 Centre artistique de Verderonne, Grecs ![67], Verderonne, France
- 2017 Kapopoulos Fine Arts, Segui – Fassianos[68], Mykonos, Grèce
- 2017 Ikastikos Kiklos Sianti Gallery, Small paintings, Athènes, Grèce
- 2018 Musée Paul Valéry, Peinture et poésie, Sète, France
- 2018 Moca Skopje, The Greek collection, Skopje, Macédoine
- 2018 Fondation Maeght, L'esprit d'une collection : les donations, Saint-Paul-de-Vence, France
- 2019 Roma Gallery, Alekos Fassianos - Dimitris Mytaras, Athènes, Grèce
- 2019 Ikastikos Kiklos Sianti Gallery, A beach in the city, Athènes, Grèce
- 2019 Theocharakis Foundation, Alekos Fassianos, Vangelis Chronis – 30 Years of Friendship, Paintings and Poetry, Athènes, Grèce
- 2021 Galerie Élysée Saint-Honoré, Yves Navarre rencontre Alekos Fassianos[69], Paris, France.